# Cronartium
Cronartium és un gènere de fongs basidiomicots de la família de les coleosporiàcies (Coleosporiaceae). Són fitopatògens que ataquen especialment els pins.

## Història natural
Diverses espècies de Cronartium són causants d'un gran nombre de malalties que produeixen pèrdues considerables en arbres forestals. Algunes espècies de Cronartium ataquen la tija principal o les branques dels arbres, per aquest motiu són les més destructives; també poden atacar tan sols les agulles o fulles, i en aquest cas no són tan nocives. Poden ser molt destructives si ataquen a plàntules dels vivers o plantacions recents.
El principal hoste és el pi, on es produeixen els danys de major consideració, encara que pot tenir hostes alterns com diversos arbusts silvestres o conreats.
Pel comú, tenen l'aspecte de nombroses taques vermelloses, taronjades, grogues o fins i tot de color blanc que ocasiona el trencament de l'epidermis, que no deixen de ser els cossos fructífers que produeixen les espores del fong.

## Taxonomia
El gènere Cronartium produeix algunes severes del pi, roure i altres arbres, tals com:
- Cronartium appalachianum: Pinus virginiana, SantalaceaeSantalaceae.
- Cronartium arizonicum: Pinus ponderosa, Scrophulariaceae.
- Cronartium ribicola. Pinus subgro. Strobus, GrossulariaceaeGrossulariaceae.
- Cronartium conigenum: Pinus subgro. Pinus, FagaceaeFagaceae.
- Cronartium quercuum f. sp. virginianae. Pinus subgro. Pinus, FagaceaeFagaceae.
- Cronartium comptoniae. Pinus subgro. Pinus, MyricaceaeMyricaceae.
- Cronartium comandrae. SantalaceaeSantalaceae.
- Cronartium flaccidum. Pinus subgro. Pinus.
- Cronartium occidentale: Pinus subgro. Ducampopinus, SaxifragaceaeSaxifragaceae.
- Cronartium stalactiforme: Pinus subgro. Pinus, ScrophulariaceaeScrophulariaceae.
- Cronartium strobilinum. Pinus subgro. Pinus, FagaceaeFagaceae.